# Cvartet de coarde nr. 3 (Ceaikovski)
Cvartetul de coarde nr. 3 Mi bemol minor opus 30 este un cvartet de coarde de Piotr Ilici Ceaikovski, scris în februarie 1876 la Paris. A fost dedicat în memoria violonistului și compozitorului ceh Ferdinand Laub, profesor la Conservatorul din Moscova, membru (vioară) al orchestrei la interpretarea în premieră a primelor două cvartete. Este ultimul din cele trei cvarteturi de coarde scrise de Ceaikovski.
Prima interpretare a partiturii a fost executată în martie 1876 în casa lui Nikolai Rubinstein⁠(d). Ceva mai târziu, la 30 martie, a avut loc premiera în fața publicului larg, la Conservatorul din Moscova, în interpretarea lui Jan Hřímalý și Adolf Brodski (viori), Iulii Gherber (violă) și Wilhelm Fitzenhagen (violoncel).

## Structură
Compoziția constă din patru părți cu o durată totală de aproximativ 37 de minute:
1. Andante Sostenuto — Allegro moderato
2. Allegretto vivo e scherzando
3. Andante funebre e doloroso, ma con moto
4. Finale: Allegro non troppo e risoluto

Partea a treia este una foarte sumbră, aproape fatalistă, dispoziția generală fiind readusă la optimism de părțile a doua și a patra. Compozitorul a adaptat-o, în decembrie 1876, pentru pian și vioară.

## Recunoaștere
Este considerat de muzicologi ca fiind cel mai bun cvartet scris de Ceaikovski. În comparație cu primele două, are mai multe motive folclorice și poartă un caracter elegiac.
Compoziția a făcut parte din coloana sonoră a jocului video The Last of Us, lansat în 2013.